# کری بست
کری بست (انگلیسی: Carrie Best؛ ـ ۴ مارس ۱۹۰۳ – ۲۴ ژوئیهٔ ۲۰۰۱) روزنامه‌نگار کانادایی و فعال اجتماعی بود.
کری در نیو گلاسکو، نوا اسکوشیا به دنیا آمد. او دختر جیمز و جورجینا اشه پریو بود. در سال ۱۹۲۵ با آلبرت تی بست ازدواج کرد. آنها با هم صاحب یک پسر شدند که در سال ۱۹۲۶ جیمز کالبرت بست نام داشت. آنها بعداً ۴ فرزند خوانده را قبول کردند.
در سال ۱۹۴۳، او با جداسازی نژادی تئاتر روزلند در نیو گلاسکو درگیر شد. او دو بلیط برای صندلی طبقه پایین تئاتر خرید و سعی کرد با پسرش جیمز کالبر بست فیلمی را تماشا کند. هر دو دستگیر شدند و در تلاش برای به چالش کشیدن توجیه قانونی جداسازی تئاتر، با اتهامات وارده مبارزه کردند. تلاش آنها ناموفق بود و مجبور شدند به صاحبان روزلند خسارت بپردازند. با این حال، این تجربه به کری بست کمک کرد تا در سال ۱۹۴۶ روزنامه شیپور یا کلاریون (The Clarion) را تأسیس کند که اولین روزنامه نوا اسکوشیا که متعلق به سیاهپوستان بود. این صدا به صدای مهمی در افشای نژادپرستی و کاوش در زندگی سیاهپوستان نوااسکوشیایی تبدیل شد. در اولین نسخه کلاریون ، او داستان ویولا دزموند را که او هم جداسازی نژادی را در تئاتر روزلند به چالش کشید و داستانش به یک پرونده مهم حقوق بشری در کانادا تبدیل شد، را بیان کرد. در سال ۱۹۵۲، کری بست یک برنامه رادیویی با نام The Quiet Corner را شروع کرد که به مدت ۱۲ سال پخش شد. او از سال ۱۹۶۸ تا ۱۹۷۵ ستون نویس The Pictou Advocate، روزنامه ای مستقر در پیکتو، نوا اسکوشیا بود.
پسر او جیمز کالبرت بست، که در تأسیس کلاریون کمک کرد، تبدیل به یک فعال اتحادیه، کارمند ارشد دولتی و کمیساریای عالی به ترینیداد و توباگو شد.
او در سال ۱۹۷۷ زندگی‌نامه ای به نام «آن جاده تنهایی» (That Lonesome Road) منتشر کرد.
در سال ۱۹۷۴، او به عضویت نشان کانادا درآمد و در سال ۱۹۷۹ به درجه افسر ارتقا یافت. پس از مرگ در سال ۲۰۰۲ به او نشان نوا اسکوشیا اعطا شد. تمبر پستی یادبود او توسط پست کانادا در ۱ فوریه ۲۰۱۱ منتشر شد، بست در سن ۹۸ سالگی به مرگ طبیعی در زادگاهش نیو گلاسکو درگذشت.